# Campeonato Mundial de Natação em Piscina Curta de 2018 - 200 m medley masculino
A prova dos 200 metros nado medley masculino do Campeonato Mundial de Natação em Piscina Curta de 2018 foi disputado no dia 11 de dezembro de 2018, no Hangzhou Sports Park Stadium, em Hangzhou, na China. 

## Recordes
Antes desta competição, os recordes mundiais e do campeonato nesta prova eram os seguintes:
|                       | Nome        | Nacionalidade  | Tempo   | Local    | Data                   |
| --------------------- | ----------- | -------------- | ------- | -------- | ---------------------- |
| Recorde mundial       | Ryan Lochte | Estados Unidos | 1:49.63 | Istambul | 14 de dezembro de 2012 |
| Recorde do campeonato | Ryan Lochte | Estados Unidos | 1:49.63 | Istambul | 14 de dezembro de 2012 |

## Medalhistas
| Ouro            | Prata             | Bronze                  |
| Wang Shun (CHN) | Josh Prenot (USA) | Hiromasa Fujimori (JPN) |

## Resultados

### Eliminatórias
As eliminatórias ocorreram dia 11 de dezembro com um total de 43 nadadores. 
| Colocação | Bateria | Raia | Nadador                | Nacionalidade                   | Tempo   | Notas  |
| --------- | ------- | ---- | ---------------------- | ------------------------------- | ------- | ------ |
| 1         | 5       | 4    | Wang Shun              | China                           | 1:53.18 | Q      |
| 2         | 4       | 4    | Caio Pumputis          | Brasil                          | 1:53.33 | Q      |
| 3         | 4       | 0    | Josh Prenot            | Estados Unidos                  | 1:53.44 | Q      |
| 4         | 4       | 5    | Hiromasa Fujimori      | Japão                           | 1:53.48 | Q      |
| 5         | 3       | 3    | Leonardo Coelho Santos | Brasil                          | 1:53.53 | Q      |
| 6         | 2       | 3    | Jan Świtkowski         | Polónia                         | 1:53.60 | Q,     |
| 7         | 5       | 5    | Kliment Kolesnikov     | Rússia                          | 1:53.63 | Q, RET |
| 8         | 3       | 4    | Mitch Larkin           | Austrália                       | 1:53.69 | Q      |
| 9         | 4       | 6    | Bradlee Ashby          | Nova Zelândia                   | 1:54.13 | Q,     |
| 10        | 3       | 5    | Tomoe Zenimoto Hvas    | Noruega                         | 1:54.34 |        |
| 10        | 5       | 3    | Diogo Carvalho         | Portugal                        | 1:54.34 |        |
| 12        | 5       | 6    | Simon Sjödin           | Suécia                          | 1:54.41 |        |
| 13        | 4       | 2    | Alexis Santos          | Portugal                        | 1:54.71 |        |
| 14        | 3       | 8    | Gunnar Bentz           | Estados Unidos                  | 1:54.92 |        |
| 15        | 4       | 3    | Semen Makovich         | Rússia                          | 1:55.19 |        |
| 16        | 4       | 8    | Mark Szaranek          | Grã-Bretanha                    | 1:55.25 |        |
| 17        | 3       | 9    | Tomas Peribonio        | Equador                         | 1:55.32 |        |
| 18        | 3       | 6    | Hugo González          | Espanha                         | 1:55.84 |        |
| 19        | 5       | 7    | Takeharu Fujimori      | Japão                           | 1:56.11 |        |
| 20        | 3       | 2    | Thomas Ceccon          | Itália                          | 1:56.20 |        |
| 21        | 4       | 7    | David Schlicht         | Austrália                       | 1:56.48 |        |
| 22        | 5       | 0    | Raphael Stacchiotti    | Luxemburgo                      | 1:56.56 |        |
| 23        | 3       | 7    | Marc Sánchez           | Espanha                         | 1:56.90 |        |
| 24        | 5       | 2    | Kenneth To             | Hong Kong                       | 1:57.19 |        |
| 25        | 3       | 1    | Dániel Dudás           | Hungria                         | 1:57.84 |        |
| 26        | 5       | 1    | Wang Hsing-hao         | Taipé Chinesa                   | 1:58.72 |        |
| 27        | 5       | 8    | Ayrton Sweeney         | África do Sul                   | 1:58.76 |        |
| 28        | 4       | 1    | Wang Yizhe             | China                           | 1:58.81 |        |
| 29        | 2       | 6    | Kaloyan Bratanov       | Bulgária                        | 1:59.77 |        |
| 30        | 3       | 0    | Jaouad Syoud           | Argélia                         | 2:00.10 |        |
| 31        | 2       | 0    | Brandon Schuster       | Samoa                           | 2:00.77 |        |
| 32        | 2       | 5    | Jarod Arroyo           | Porto Rico                      | 2:00.97 |        |
| 33        | 4       | 9    | Adam Halas             | Eslováquia                      | 2:01.38 |        |
| 34        | 5       | 9    | Kristinn Thorarinsson  | Islândia                        | 2:01.63 |        |
| 35        | 2       | 2    | Patrick Groters        | Aruba                           | 2:02.16 |        |
| 36        | 2       | 7    | Luis Vega Torres       | Cuba                            | 2:03.61 |        |
| 37        | 2       | 1    | Malcolm Low            | Singapura                       | 2:05.41 |        |
| 38        | 2       | 4    | Daniils Bobrovs        | Letônia                         | 2:06.04 |        |
| 39        | 2       | 8    | Lin Sizhuang           | Macau                           | 2:07.82 |        |
| 40        | 2       | 9    | Tasi Limtiaco          | Estados Federados da Micronésia | 2:08.69 |        |
| 41        | 1       | 4    | Ousmane Touré          | Mali                            | 2:17.61 |        |
| 42        | 1       | 3    | Nadeem Younas          | Paquistão                       | 2:23.38 |        |
| 43        | 1       | 5    | Mubal Azzam Ibrahim    | Maldivas                        | 2:26.35 |        |

### Final
A final foi realizada em 11 de dezembro. 
| Colocação         | Raia | Nadador                | Nacionalidade  | Tempo   | Notas            |
| ----------------- | ---- | ---------------------- | -------------- | ------- | ---------------- |
| Medalha de ouro   | 4    | Wang Shun              | China          | 1:51.01 | Recorde nacional |
| Medalha de prata  | 3    | Josh Prenot            | Estados Unidos | 1:52.69 |                  |
| Medalha de bronze | 6    | Hiromasa Fujimori      | Japão          | 1:52.73 |                  |
| 4                 | 1    | Mitch Larkin           | Austrália      | 1:52.78 |                  |
| 5                 | 5    | Caio Pumputis          | Brasil         | 1:53.05 |                  |
| 6                 | 5    | Leonardo Coelho Santos | Brasil         | 1:53.38 |                  |
| 7                 | 7    | Jan Świtkowski         | Polónia        | 1:53.96 |                  |
| 8                 | 8    | Bradlee Ashby          | Nova Zelândia  | 1:54.01 | Recorde nacional |

Legenda
| Recorde mundial       | Recorde mundial (World record)               |                       | Recorde africano                      | Recorde africano (African) |                                           | Q | Classificado por posição (Qualified) |
| Recorde do campeonato | Recorde do campeonato (Championship record)  | Recorde da América    | Recorde da América (Americas)         | q                          | Classificado por melhor tempo (Qualified) |   |                                      |
| Melhor marca do ano   | Melhor marca do ano (World leading)          | Recorde asiático      | Recorde asiático (Asian)              | DNS                        | Não largou (Did not start)                |   |                                      |
| Recorde nacional      | Recorde nacional (National record)           | Recorde europeu       | Recorde europeu (European)            | DNF                        | Não terminou (Did not finish)             |   |                                      |
| Recorde pessoal       | Recorde pessoal do atleta (Personal best)    | Recorde da Oceania    | Recorde da Oceania (Oceania)          | DSQ / DQ                   | Desclassificado (Disqualified)            |   |                                      |
| Recorde da temporada  | Recorde da temporada do atleta (Season best) | Recorde sul-americano | Recorde sul-americano (South America) | NM                         | Sem marca (No mark)                       |   |                                      |